# José Arouche de Toledo Rendon
José Arouche de Toledo Rendon (São Paulo, 14 de março de 1756 — São Paulo, 26 de junho de 1834) foi um militar, advogado, professor e político brasileiro.

## Vida
Nascido na cidade de São Paulo, no dia 14 de março de 1756, José Arouche de Toledo Rendon é filho do mestre de campo do exército Agostinho Delgado Arouche e de Maria Thereza de Araújo Lara, único filho homem entre sete mulheres.
Arouche, cumprindo um costume das famílias ricas da época, cursa seus estudos superiores na metrópole portuguesa, formando-se em Direito Civil pela Universidade de Coimbra. Ao retornar ao Brasil dedica-se à advocacia em São Paulo e faz parte de diversos cargos públicos, como juiz de medições, juiz ordinário, juiz de órfãos; seu destaque com jurista o consagrou como procurador da coroa. Junto à sua carreira jurídica, dedica-se ao exército, alistando-se ao posto de capitão do Estado-maior do Exército. No ano de 1829 é consagrado como tenente general.
Além de sua carreira militar e jurídica, teve grande destaque no Centro da Cidade, em que foi responsável pela demarcação e assento da Cidade Nova e pelas plantações de chá da Chácara do Arouche.
Foi o primeiro diretor da Faculdade de Direito do Largo de São Francisco, cargo que ocupou de 1827 a 1833. Era proprietário de boa parte da zona central da cidade de São Paulo, hoje conhecida como Vila Buarque, uma área que abrangia o atual Largo do Arouche e a praça da República.
No início do século XIX, transformou uma chácara de plantação de chá, de sua propriedade, numa área de exercícios militares. Esta região ficou conhecida por Praça da Artilharia ou Praça da Legião até o final do século, quando foi loteado para a Vila Buarque e o Largo do Arouche.